# 인디애나폴리스
인디애나폴리스(영어: Indianapolis, 영어 발음: /ˌɪndiəˈnæpəlɪs/)는 미국 인디애나주의 중부에 있는 인디애나주의 주도이자, 매리언군의 군청 소재지이다. 약칭은 'Indy'. 시카고 동남 약 300km에 있는 공업도시이다. 도시의 역사는 얼마 되지 않았지만 철도의 중심이 되면서부터 발전하였으며, 옥수수와 가축의 집산지로서 중요하다. 인디애나 주에서 가장 인구가 많으며, 미국 전체로는 12번째로 인구가 많은 도시이다. 피닉스를 이어 미국에서 인구가 2번째로 많은 주도이다. 미국 중서부에서는 3번째로 큰 도시이다.

## 주민
| 인구조사    | 인구    | Note  | %±     |
| ----------- | ------- | ----- | ------ |
| 1840년      | 2,695   |       | —      |
| 1850년      | 8,091   |       | 200.2% |
| 1860년      | 18,611  |       | 130.0% |
| 1870년      | 48,244  |       | 159.2% |
| 1880년      | 75,056  |       | 55.6%  |
| 1890년      | 105,436 |       | 40.5%  |
| 1900년      | 169,164 |       | 60.4%  |
| 1910년      | 233,650 |       | 38.1%  |
| 1920년      | 314,194 |       | 34.5%  |
| 1930년      | 364,161 |       | 15.9%  |
| 1940년      | 386,972 |       | 6.3%   |
| 1950년      | 427,173 |       | 10.4%  |
| 1960년      | 476,258 |       | 11.5%  |
| 1970년      | 744,624 |       | 56.3%  |
| 1980년      | 700,807 |       | −5.9%  |
| 1990년      | 731,327 |       | 4.4%   |
| 2000년      | 781,926 |       | 6.9%   |
| 2010년      | 820,445 |       | 4.9%   |
| 2019 (추산) | 876,384 | [ 2 ] | 6.8%   |
| [ 3 ] [ 4 ] |         |       |        |

백인이 인구의 69%를 차지하며, 영국, 아일랜드, 독일, 프랑스, 네덜란드계 등의 주민들이 대부분이다. 아프리카계 미국인들은 인구의 4분의 1을 차지한다. 아시아인들과 히스패닉도 소수로 살고 있다.

## 경제
인디애나폴리스는 자동차와 비행기와 엔진, 전동 장치, 트럭 부품 등의 생산으로 공업이 발달한 도시이다. 또한 식품 제조업과 복사, 출판 등도 도시의 중요한 산업이다. 서비스업도 도시 경제의 가장 큰 산업이다.

## 교육
인디애나 대학교와 퍼듀 대학교의 공동 캠퍼스와 인디애나폴리스 대학교, 버틀러 대학교, 마틴 대학교 등의 대학들이 자리잡아, 인디애나 주의 교육의 중심지로 발달해왔다. 인디애나폴리스 공립 학교는 도시의 메트로폴리스에서 가장 큰 편이다.

## 스포츠
인디애나폴리스를 연고로 하는 프로스포츠팀은 NBA 농구의 인디애나 페이서스, NFL 풋볼의 인디애나폴리스 콜츠, WNBA 여자농구의 인디애나 피버가 있다.

## 역사

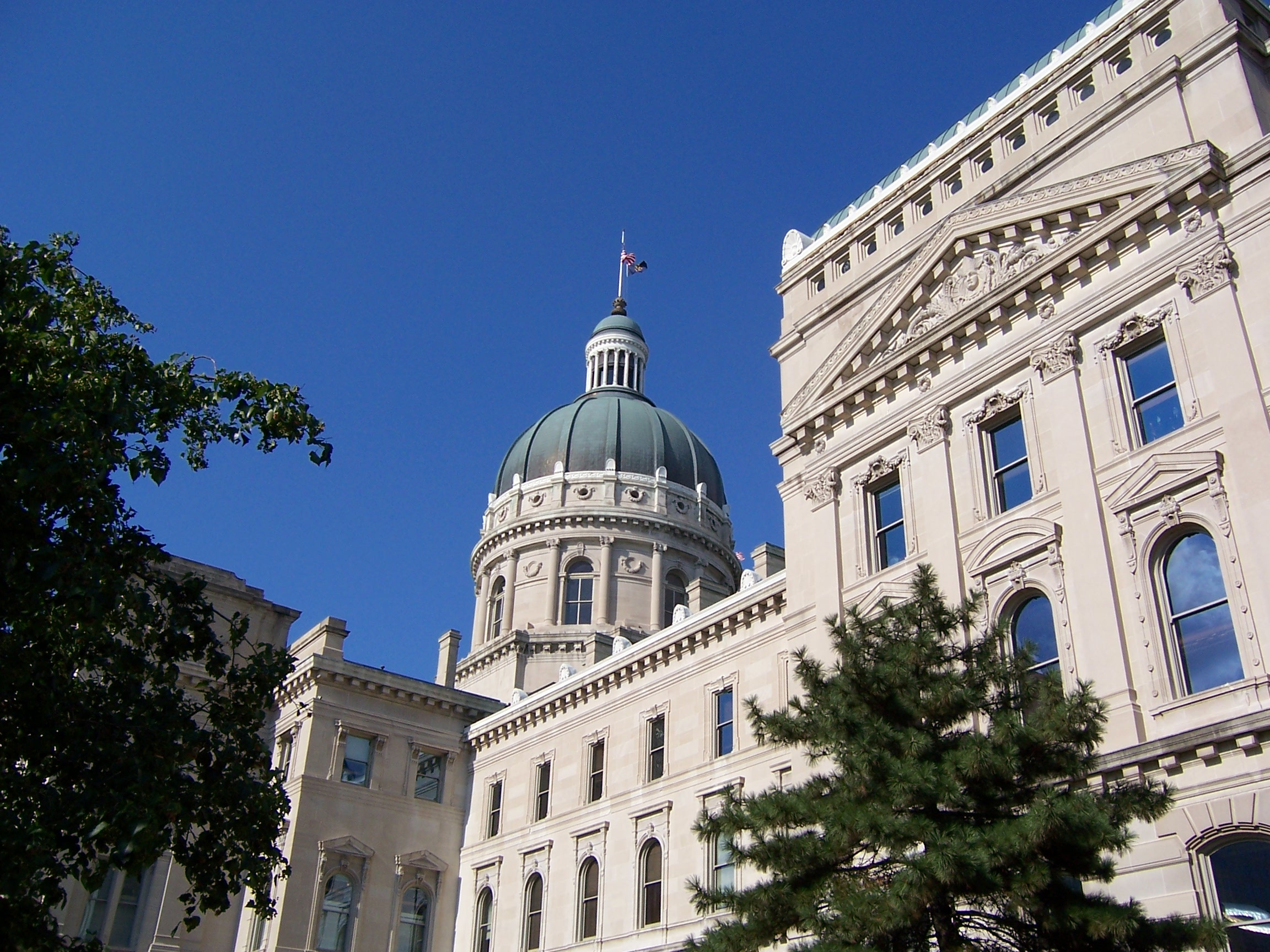
인디애나 주의회 의사당

1820년대 초반에 조지 포그와 존 매코믹의 가족들이 지금의 인디애나폴리스에 정착한 첫 백인들이었다. 이 도시가 인디애나 주의 주도로 승격될 당시에는 이 두 가족과 델라웨어 인디언들이 살고 있었다. 주도로 승격된 이유는 주의 중앙에 놓여있고, 행정관들이 화이트 강 근처는 탐험이 가능하다는 생각이 들어서이다. 다음에 그들이 큰 보트들을 띄우기 위해서는 강이 앝다는 걸 알게 되었다.
1836년에는 독일과 아일랜드 이민들이 도착하여 인디애나폴리스와 그 근처의 도시 브로드 리플 사이에 운하를 건설하였다. 운하는 재정적으로 실패하였으나, 1847년에는 첫 철도가 인디애나폴리스에 도달하였다. 1855년에는 8개의 철도가 도시에서 통하였다. 1800년대 중반에 인디애나폴리스는 농장 근처에 있는 공업 제품의 시장이 되었다. 1850년에는 도시의 인구가 8,091명으로, 1860년에는 18,611명으로, 1870년에는 48,244명으로 늘어났다.
1877년에는 가축 시장이 열렸고, 1880년대에는 주에서 천연 가스의 발견이 인디애나폴리스의 공업을 발달시키고, 싼 연료를 공급하는 데 도움을 주었다. 1900년대에는 도시 인구가 169,164명으로 도달하였다.
1900년대 초반에는 자동차 공업이 인디애나폴리스의 주요 산업이 되었다. 1909년에는 자동차 시험을 위하여 경주장을 지었다. 1920년에 자동차 공장들이 디트로이트로 옮겨지자, 1937년 이후에는 인디애나폴리스의 자동차 생산이 없어졌다. 1940년대에는 많은 사람들이 군사 차량을 만들기 위해 인디애나폴리스로 이주하였다. 1950년에는 도시 인구가 427,173명으로 늘었다.
1950년대와 1960년대에는 도시에 많은 발전이 일어났다. 도시 재개발이 세워져 새로운 문화, 교육, 과학적 시설들이 설립되었다.
1970년대와 1980년대에는 몇몇의 건설 프로젝트들이 다운타운 인디애나폴리스에서 완료되었다. 인디애나 집회소가 1972년에, 호텔, 사무소와 쇼핑몰을 포함한 머천트 플라자가 1977년에 개장하였다. RCA 돔(1994년까지는 후지어 돔)이 1984년에 완공되었다. 전에 철도역이었던 유니언 역이 1986년에 시장으로 리모델되었다. 다운타운 안과 근처에 있는 새로운 아파트 단지들과 재건된 낡은 주택들이 많은 새 거주자들을 지역으로 끌어들였다.
1980년대에 인디애나폴리스는 아마추어 스포츠를 위한 국내 중심지가 되었다. 수영, 육상, 테니스, 체조, 사이클 경기와 축구를 위한 새로운 시설들이 건설되었다. 오늘날, 이 도시는 NCAA, 국내 대학 육상 협회와 국내 주립 고등 학교 연방을 포함한 아마추어 스포츠의 많은 기구들의 본부이다.
1990년대에는 몇몇의 다운타운 백화점들이 폐문하였다. 1990년대 중반에는 서클 센터몰의 개장과 함께 몇몇의 상점들이 다운타운 지역으로 돌아왔다.

## 문화
자동차 경주 대회인 인디애나폴리스 500이 개최되고 있어 미국 모터스포츠의 성지로 불린다. 스포츠 팀으로는 NFL 미식축구팀 인디애나폴리스 콜츠와 NBA 농구팀 인디애나 페이서스가 있다.

## 기후
| 인디애나폴리스 (인디애나폴리스 국제공항)의 기후                                                | 인디애나폴리스 (인디애나폴리스 국제공항)의 기후 | 인디애나폴리스 (인디애나폴리스 국제공항)의 기후 | 인디애나폴리스 (인디애나폴리스 국제공항)의 기후 | 인디애나폴리스 (인디애나폴리스 국제공항)의 기후 | 인디애나폴리스 (인디애나폴리스 국제공항)의 기후 | 인디애나폴리스 (인디애나폴리스 국제공항)의 기후 | 인디애나폴리스 (인디애나폴리스 국제공항)의 기후 | 인디애나폴리스 (인디애나폴리스 국제공항)의 기후 | 인디애나폴리스 (인디애나폴리스 국제공항)의 기후 | 인디애나폴리스 (인디애나폴리스 국제공항)의 기후 | 인디애나폴리스 (인디애나폴리스 국제공항)의 기후 | 인디애나폴리스 (인디애나폴리스 국제공항)의 기후 | 인디애나폴리스 (인디애나폴리스 국제공항)의 기후 |
| 월                                                                                             | 1월                                             | 2월                                             | 3월                                             | 4월                                             | 5월                                             | 6월                                             | 7월                                             | 8월                                             | 9월                                             | 10월                                            | 11월                                            | 12월                                            | 연간                                            |
| ---------------------------------------------------------------------------------------------- | ----------------------------------------------- | ----------------------------------------------- | ----------------------------------------------- | ----------------------------------------------- | ----------------------------------------------- | ----------------------------------------------- | ----------------------------------------------- | ----------------------------------------------- | ----------------------------------------------- | ----------------------------------------------- | ----------------------------------------------- | ----------------------------------------------- | ----------------------------------------------- |
| 역대 최고 기온 °C (°F)                                                                         | 22 (71)                                         | 25 (77)                                         | 29 (85)                                         | 32 (90)                                         | 36 (96)                                         | 40 (104)                                        | 41 (106)                                        | 39 (103)                                        | 38 (100)                                        | 33 (92)                                         | 27 (81)                                         | 23 (74)                                         | 41 (106)                                        |
| 일평균 최고 기온 °C (°F)                                                                       | 2.3 (36.1)                                      | 4.9 (40.8)                                      | 11.1 (51.9)                                     | 17.7 (63.9)                                     | 23.0 (73.4)                                     | 27.8 (82.0)                                     | 29.6 (85.2)                                     | 29.1 (84.3)                                     | 25.7 (78.2)                                     | 18.7 (65.6)                                     | 11.0 (51.8)                                     | 4.7 (40.4)                                      | 17.1 (62.8)                                     |
| 일일 평균 기온 °C (°F)                                                                         | −1.9 (28.5)                                     | 0.3 (32.5)                                      | 5.8 (42.4)                                      | 12.0 (53.6)                                     | 17.6 (63.6)                                     | 22.5 (72.5)                                     | 24.3 (75.8)                                     | 23.7 (74.7)                                     | 19.9 (67.8)                                     | 13.1 (55.5)                                     | 6.3 (43.3)                                      | 0.7 (33.3)                                      | 12.0 (53.6)                                     |
| 일평균 최저 기온 °C (°F)                                                                       | −6.2 (20.9)                                     | −4.3 (24.2)                                     | 0.6 (33.0)                                      | 6.3 (43.3)                                      | 12.1 (53.7)                                     | 17.2 (62.9)                                     | 19.1 (66.4)                                     | 18.3 (65.0)                                     | 14.1 (57.4)                                     | 7.5 (45.5)                                      | 1.6 (34.9)                                      | −3.2 (26.2)                                     | 6.9 (44.4)                                      |
| 역대 최저 기온 °C (°F)                                                                         | −33 (−27)                                       | −29 (−21)                                       | −22 (−7)                                        | −8 (18)                                         | −3 (27)                                         | 3 (37)                                          | 8 (46)                                          | 5 (41)                                          | −1 (30)                                         | −7 (20)                                         | −21 (−5)                                        | −31 (−23)                                       | −33 (−27)                                       |
| 평균 강수량 mm (인치)                                                                          | 79 (3.12)                                       | 62 (2.43)                                       | 94 (3.69)                                       | 110 (4.34)                                      | 121 (4.75)                                      | 126 (4.95)                                      | 112 (4.42)                                      | 81 (3.20)                                       | 80 (3.14)                                       | 82 (3.22)                                       | 88 (3.45)                                       | 74 (2.92)                                       | 1,108 (43.63)                                   |
| 평균 강설량 cm (인치)                                                                          | 22 (8.8)                                        | 15 (6.0)                                        | 8.1 (3.2)                                       | 0.51 (0.2)                                      | 0.0 (0.0)                                       | 0.0 (0.0)                                       | 0.0 (0.0)                                       | 0.0 (0.0)                                       | 0.0 (0.0)                                       | 0.25 (0.1)                                      | 2.0 (0.8)                                       | 16 (6.4)                                        | 65 (25.5)                                       |
| 평균 강수일수 (≥ 0.01 인치)                                                                    | 12.3                                            | 10.3                                            | 11.5                                            | 11.9                                            | 13.3                                            | 11.5                                            | 10.3                                            | 8.3                                             | 7.9                                             | 8.9                                             | 10.2                                            | 11.8                                            | 128.2                                           |
| 평균 강설일수 (≥ 0.1 인치)                                                                     | 7.0                                             | 5.8                                             | 2.4                                             | 0.3                                             | 0.0                                             | 0.0                                             | 0.0                                             | 0.0                                             | 0.0                                             | 0.1                                             | 1.2                                             | 5.6                                             | 22.4                                            |
| 평균 상대 습도 (%)                                                                             | 75.0                                            | 73.6                                            | 69.9                                            | 65.6                                            | 67.1                                            | 68.4                                            | 72.8                                            | 75.4                                            | 74.4                                            | 71.6                                            | 75.5                                            | 78.0                                            | 72.3                                            |
| 평균 월간 일조시간                                                                             | 132.1                                           | 145.7                                           | 178.3                                           | 214.8                                           | 264.7                                           | 287.2                                           | 295.2                                           | 273.7                                           | 232.6                                           | 196.6                                           | 117.1                                           | 102.4                                           | 2,440.4                                         |
| 가능 일조율                                                                                    | 44                                              | 49                                              | 48                                              | 54                                              | 59                                              | 64                                              | 65                                              | 64                                              | 62                                              | 57                                              | 39                                              | 35                                              | 55                                              |
| 출처: 미국 해양대기청 (평년값: 1991년~2020년, 극값: 1871년~현재, 상대습도/일조: 1961년~1990년) |                                                 |                                                 |                                                 |                                                 |                                                 |                                                 |                                                 |                                                 |                                                 |                                                 |                                                 |                                                 |                                                 |

## 자매 도시
- 인도 하이데라바드
- 브라질 캄피나스
- 중국 항저우시
- 중화민국 타이베이시
- 독일 쾰른
- 대한민국 강원특별자치도 강릉시
- 케냐 엘도렛
- 슬로베니아 피란

## 같이 보기
- USS 인디애나폴리스